# Ali Aujali

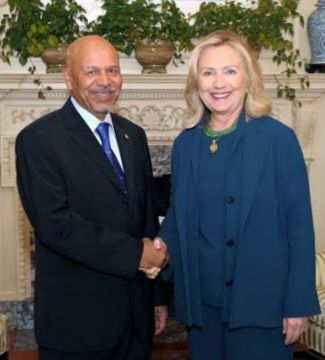
Ali Aujali med USA:s utrikesminister Hillary Clinton, 2011.

Ali Suleiman Aujali (arabiska: علي الأوجلي), född 1944 i Benghazi, är en libysk diplomat. Han var Libyens ambassadör i Washington, D.C. mellan 2009 och 2011. Han avgick i protest mot regimen i samband med upproret i Libyen 2011.
Före tiden i USA var Aujali Libyens ambassadör i Malaysia (1981–1984), Argentina (1984–1988) och Brasilien (1988–1994). I Kanada tjänstgjorde han som Libyens chargé d'affaires mellan 2001 och 2004.